# 부산중앙여자고등학교
부산중앙여자고등학교(釜山中央女子高等學校)는 대한민국 부산광역시 동래구 명륜동에 있는 공립 고등학교이다.

## 학교 연혁
- 1972년 6월 7일 : 가칭 금정여자고등학교로 30학급 설립 인가
- 1972년 12월 26일 : 부산중앙여자고등학교로 교명 확정
- 1973년 2월 6일 : 초대 조병효 교장 부임
- 1973년 3월 7일 : 제1회 10학급 616명 입학
- 1996년 11월 4일 : 교사 증축 기공식(5층 3개 교실)
- 1997년 9월 10일 : 도서관(명지관) 개관
- 2008년 1월 4일 : 정독실 완성(126석)
- 2008년 4월 26일 : 목련관(다목적강당) 개관
- 2011년 1월 10일 : 학교 직영급식 시작(식당 및 급식시설 조성)
- 2012년 8월 9일 : 교과교실(영어교과 2개, 수학교과 3개) 조성
- 2012년 9월 7일 : 도서관(명지관) 및 진로활동실 조성
- 2017년 10월 24일 : 학생 쉼터(도담도담) 준공
- 2021년 3월 1일 : 고교학점제 선도학교 운영(2021학년도~2024학년도)
- 2023년 9월 1일 : 제25대 김종희 교장 부임
- 2024년 1월 4일 : 제49회 졸업식(졸업생수 259명, 총 26,176명)
- 2025년 3월 4일 : 제53회 입학식(일반학급 9, 통합반 1, 총 254명)

## 참고 자료
- 부산중앙여자고등학교 - 한국교육학술정보원 학교알리미